# Palmehuset
 (novembre 2023).
Si vous disposez d'ouvrages ou d'articles de référence ou si vous connaissez des sites web de qualité traitant du thème abordé ici, merci de compléter l'article en donnant les références utiles à sa vérifiabilité et en les liant à la section « Notes et références ».

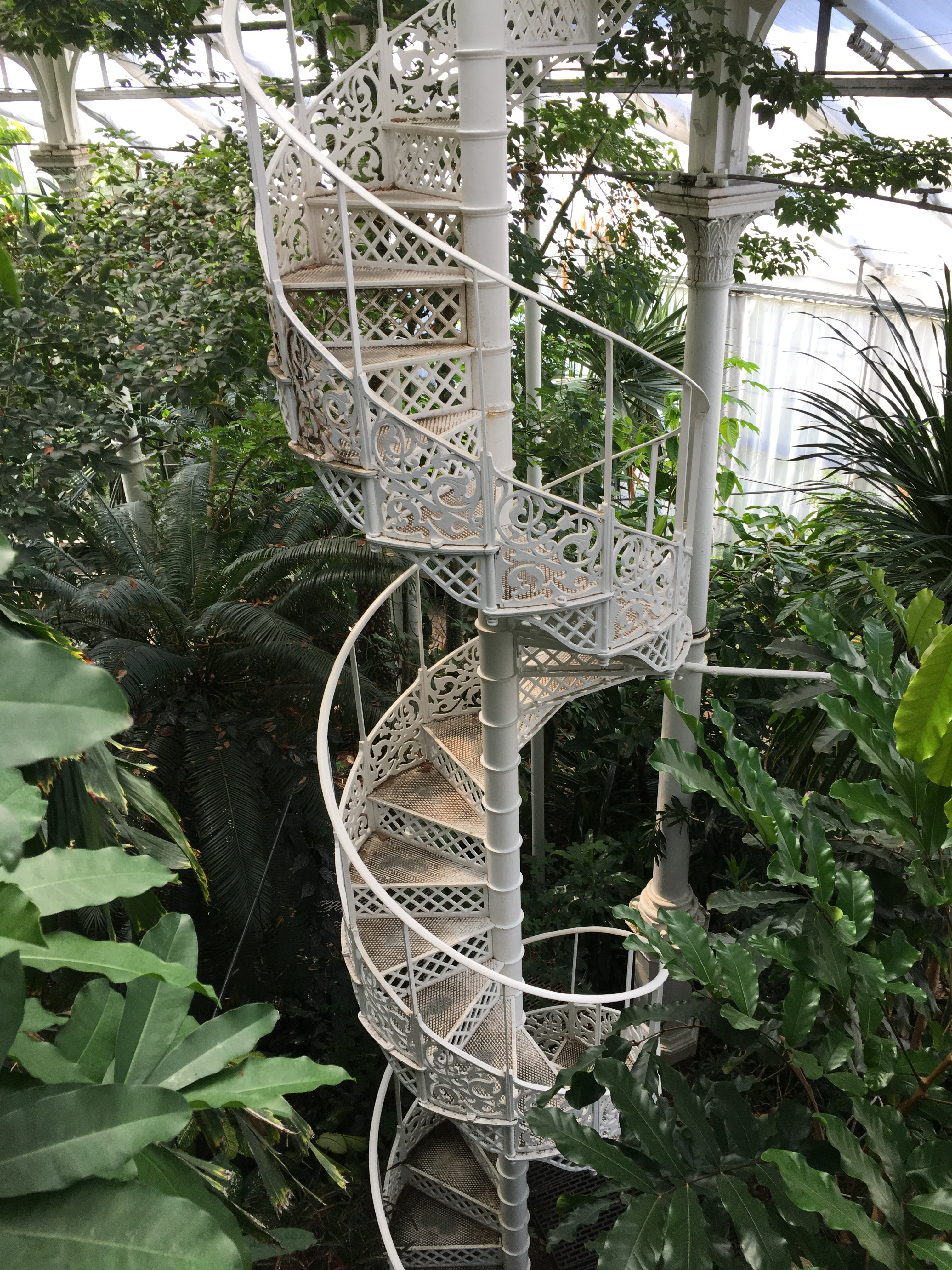
Escalier intérieur.

La Palmehuset, littéralement la « Maison des Palmiers » en danois, est une serre du jardin botanique de Copenhague, au Danemark. Elle a été construite en 1874 d'après un dessin réalisé en collaboration avec l'architecte F. E. Kern par Jacob Christian Jacobsen, le fondateur et mécène de la brasserie Carlsberg.
Ce bâtiment long de 94 mètres et haut de 16 comporte 4 000 m2 de panneaux de verre. Il abrite des plantes tropicales et subtropicales. Comme le jardin botanique de Copenhague, dont il est la pièce maîtresse, il dépend du Muséum d'histoire naturelle du Danemark, lui-même filiale de l'université de Copenhague.